# Rick Barnes
Richard Dale "Rick" Barnes, (nacido el 17 de julio de 1954 en Hickory, Carolina del Norte) es un entrenador de baloncesto estadounidense.

## Trayectoria
- North State Academy  (1977-1978)
- Universidad de Davidson (1978-1980), Ayudante
- Universidad de George Mason (1980-1985), Ayudante
- Universidad de Alabama (1985-1986), Ayudante
- Universidad de Ohio State (1986-1987), Ayudante
- Universidad de George Mason (1987-1988)
- Universidad de Providence (1988-1994)
- Universidad de Clemson (1994-1998)
- Universidad de Texas en Austin (1998-2015)
- Universidad de Tennessee (2015-presente)